# Hailan Hu
Hu Hailan ( chino simplificado : 胡海岚) ( Hangzhou , Zhejiang 1973 -) es una neurocientífica china.

## Biografía
Realizó sus estudios iniciales en su ciudad natal. De 1992 a 1996 estudió en el Departamento de Biología de la Universidad de Pekín,  graduándose en bioquímica y biología molecular .
Amplió su formación en Estados Unidos como investigadora en la Universidad de California en San Francisco y posteriormente con un doctorado en neurobiología en la Universidad de California en Berkeley con Corey S. Goodman (1997 - 2002). En la Universidad de Virginia estudió con los profesores Julius Zhui y Roberto Malinow (2003). De 2004 a 2008 hizo el posdoctorado en el Laboratorio Cold Spring Harbor Universidad de California en San Diego, con Malinow.

### Carrera científica y académica
En 2008 regresó a China, y de 2008 a 2015 fue investigadora en el Instituto de Neurociencia de la Academia China de Ciencias de Shanghai .
Según el sitio web de la Universidad de Zhejiang, los intereses de investigación de Hu Hailan incluyen los estudios sobre el mecanismo de codificación neuronal de las emociones normales, las emociones anormales (como la depresión), los circuitos neuronales y los mecanismos moleculares. En 2015 se incorporó a la Universidad de Zhejiang como profesora y directora ejecutiva del Centro de Neurociencia.
En 2018, el equipo de investigación de Hu Hailan publicó dos trabajos en la revista " Nature " donde expusieron el mecanismo de acción de las moléculas antidepresivas rápidas.
Desde 2022 es decana de la Escuela de Ciencia del Cerebro y Medicina del Cerebro de la Universidad de Zhejiang.
| Año  | Premio                                                                                     | Notas |
| ---- | ------------------------------------------------------------------------------------------ | --- |
| 2012 | Chinese Outstanding Youth Award                                                            | |
| 2013 | Meiji Life Science Outstanding Award                                                       | |
| 2015 | El Oréal-UNESCO For Women in Science                                                       | |
| 2015 | Chang Jiang Scholar Award                                                                  | |
| 2015 | Chinese Young Female scientist Award                                                       | |
| 2016 | Tan Jia Zhen Life Science Award                                                            | |
| 2019 | IBRO-Kemali International Prize para investigación en básicas y clínicas neurosciences     | En reconocimiento a su trabajo sobre los mecanismos neurobiológicos fundamentales de los comportamientos emocionales y afectivos basados en metodologías muy avanzadas y de última generación. |
| 2019 | Prize for Scientific and Technological Progress Le Leung Ho Lee Foundation                 | |
| 2022 | Premio L'Oréal-Unesco para las mujeres y la ciencia (Women in Science International Award) | Por su investigación sobre la neurobiología subyacente de los trastornos de salud mental como la depresión.                                                                                    |